# Distretto di Bhojpur (India)
Bhojpur è un distretto dell'India di 2 233 415 abitanti, che ha come capoluogo Arrah.